# Clayton County (Georgia)
Das Clayton County ist ein County im Bundesstaat Georgia der Vereinigten Staaten. Verwaltungssitz (County Seat) ist Jonesboro.

## Geographie
Das County liegt im mittleren Nordwesten von Georgia und hat eine Fläche von 374 Quadratkilometern, wovon vier Quadratkilometer Wasseroberfläche sind, und grenzt im Uhrzeigersinn an folgende Countys: DeKalb County, Henry County, Spalding County, Fayette County und Fulton County.
Der nordwestlichste Teil des Countys wird vom Hartsfield–Jackson Atlanta International Airport eingenommen. Das County ist Teil der Metropolregion Atlanta.

### Orte im Clayton County
Orte im Clayton County mit Einwohnerzahlen der Volkszählung von 2010:
Cities:
- College Park — 13.942 Einwohner
- Forest Park — 18.468 Einwohner
- Jonesboro (County Seat) — 4.724 Einwohner
- Lake City — 2.612 Einwohner
- Lovejoy — 6.422 Einwohner
- Morrow — 6.445 Einwohner
- Riverdale — 15.134 Einwohner

Census-designated places:
- Bonanza — 3.135 Einwohner
- Conley — 6.228 Einwohner
- Irondale — 7.446 Einwohner

## Geschichte
Clayton County wurde am 30. November 1858 als 125. County von Georgia aus Teilen des Fayette County und des Henry County gebildet. Benannt wurde es nach Augustin S. Clayton, einem frühen Richter und späterem Mitglied von Georgias Repräsentantenhaus und Senator.

## Demografische Daten
Laut der Volkszählung von 2010 verteilten sich die damaligen 259.424 Einwohner auf 90.633 bewohnte Haushalte, was einen Schnitt von 2,82 Personen pro Haushalt ergibt. Insgesamt bestehen 104.705 Haushalte.
68,8 % der Haushalte waren Familienhaushalte (bestehend aus verheirateten Paaren mit oder ohne Nachkommen bzw. einem Elternteil mit Nachkomme) mit einer durchschnittlichen Größe von 3,37 Personen. In 42,1 % aller Haushalte lebten Kinder unter 18 Jahren sowie in 14,8 % aller Haushalte Personen mit mindestens 65 Jahren.
32,0 % der Bevölkerung waren jünger als 20 Jahre, 30,9 % waren 20 bis 39 Jahre alt, 26,5 % waren 40 bis 59 Jahre alt und 10,7 % waren mindestens 60 Jahre alt. Das mittlere Alter betrug 32 Jahre. 47,9 % der Bevölkerung waren männlich und 52,1 % weiblich.
18,9 % der Bevölkerung bezeichneten sich als Weiße, 66,1 % als Afroamerikaner, 0,4 % als Indianer und 5,0 % als Asian Americans. 7,2 % gaben die Angehörigkeit zu einer anderen Ethnie und 2,5 % zu mehreren Ethnien an. 13,7 % der Bevölkerung bestand aus Hispanics oder Latinos.

Das mittlere (nicht durchschnittliche) Jahreseinkommen pro Haushalt lag bei 40.314 USD; das Pro-Kopf-Einkommen lag bei 19.959 US$. 24,8 % der Bevölkerung lebten unter der Armutsgrenze.

## Kultur und Sehenswürdigkeiten

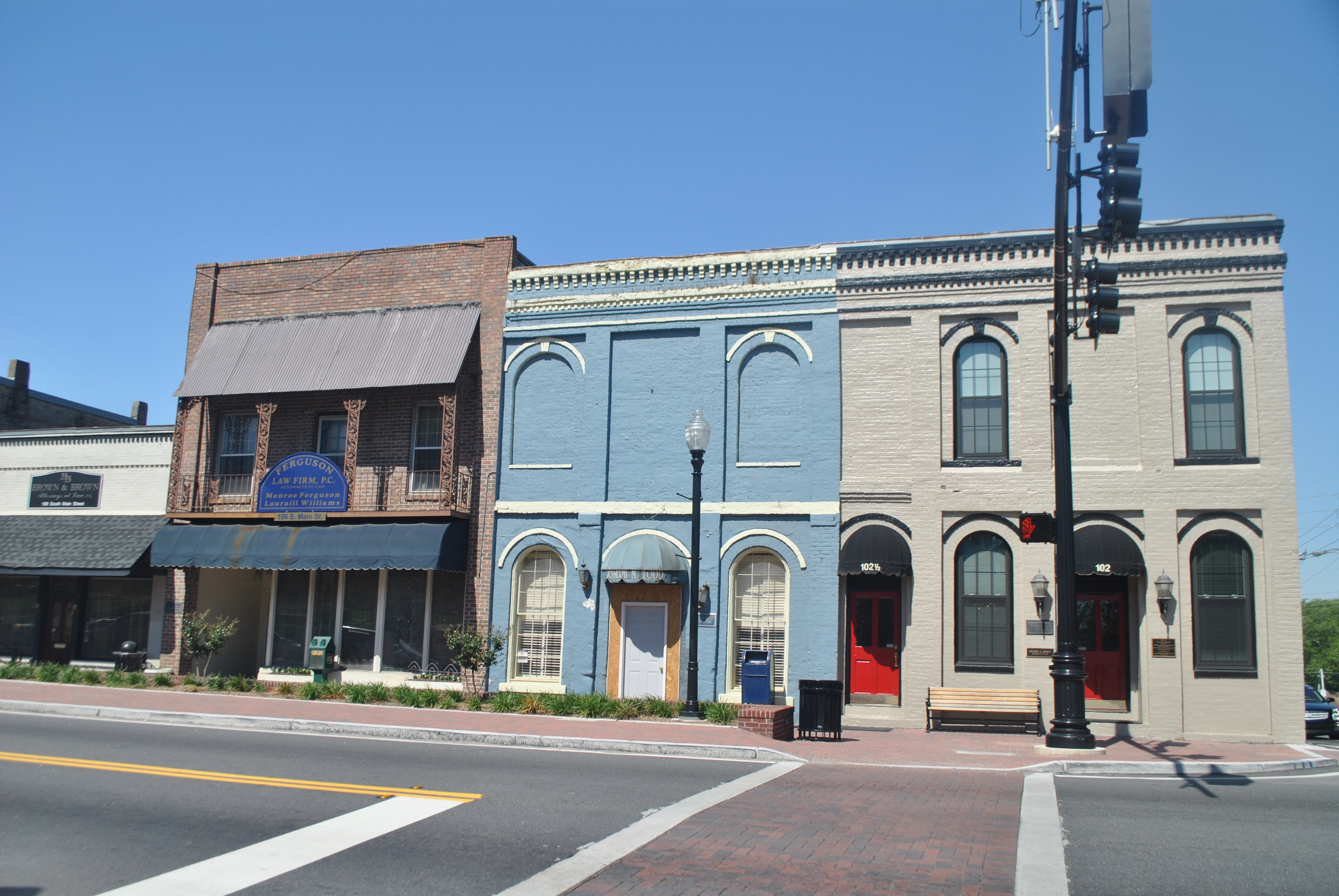
Im Jonesboro Historic District (2012). Das Stadtzentrum von Jonesboro war Schauplatz des Romans Vom Winde verweht von Margaret Mitchell. Im Januar 1972 wurde es als erstes Objekt im Clayton County in das NRHP eingetragen.

Fünf Bauwerke, Stätten und Historic Districts („historische Bezirke“) im Clayton County sind im National Register of Historic Places („Nationales Verzeichnis historischer Orte“; NRHP) eingetragen (Stand 6. August 2023), darunter eine Getreidemühle und das historische Stadtzentrum von Jonesboro.